# Ditomoidea
Ditomoidea is een geslacht van kevers uit de familie somberkevers (Zopheridae).

## Soorten
Deze lijst is mogelijk niet compleet.
- D. alluaudi
- D. andringitra
- D. carinata
- D. centralis
- D. ivelona
- D. orientalis
- D. sambava
- D. sogai